# Gustavo Béliz
Gustavo Osvaldo Beliz (Buenos Aires, 7 de enero de 1962) es un político, abogado y periodista argentino, que se desempeñó como ministro del Interior bajo la presidencia de Carlos Menem, como ministro de Justicia durante la presidencia de Néstor Kirchner y como Secretario de Asuntos Estratégicos de la Presidencia de la Nación Argentina entre 2019 y julio de 2022, durante la presidencia de Alberto Fernández. Fue funcionario del Banco Interamericano de Desarrollo durante 15 años.

## Biografía

### Formación académica
Cursó estudios de grado en la Universidad de Buenos Aires (1989) y de posgrado en la London School of Economics (1994) como becario del British Council para investigar sobre globalización y reforma del Estado. Entre 1979 y 1985 fue periodista deportivo en la revista El Gráfico. Hasta 1989, fue periodista político en el diario La Razón, a cargo de la sección editoriales.
Fue profesor titular en la Facultad de Ciencias de la Información de la Universidad Austral entre 1995 y 2001, profesor titular en el Máster de Gestión de la Comunicación de Organizaciones e investigador asociado en el Instituto de Altos Estudios Empresariales entre 2000 y 2001.
En 1987 ganó una beca de estudios en Japón, en el marco de los acuerdos culturales suscriptos por el presidente Alfonsín y el primer ministro Nakasone. Fue elegido como uno de los '10 Jóvenes Sobresalientes de la República Argentina' por la Cámara Junior de Buenos Aires (1992). En 1999 fue distinguido como uno de los '50 Líderes Latinoamericanos del Tercer Milenio' por la revista Time y la cadena televisiva CNN.

### Inicios en política
Fue presidente del Instituto Nacional de la Administración Pública (1989-1992), secretario de la Función Pública y ministro del Interior durante el primer gobierno de Carlos Menem. Tras oponerse a la reforma constitucional de 1994, posteriormente renunció a su cargo, abandonó el Partido Justicialista y, en 1996, fundó el Partido Nueva Dirigencia.
En las elecciones a Jefe de Gobierno de 1996 logró 247.500 votos (13,10 %) y su partido obtuvo 5 convencionales para la Asamblea Constituyente de la Ciudad.
En 1997, fue elegido diputado de la Ciudad Autónoma de Buenos Aires para la conformación de la primera Legislatura de la Ciudad, donde ingresó con un bloque de 11 diputados.
Para las elecciones a la jefatura de gobierno de la Ciudad Autónoma de Buenos Aires del año 2000 conformó una alianza con Acción por la República, el partido del exministro de Economía Domingo Felipe Cavallo, presentándose como candidato a vicejefe de gobierno por la coalición Encuentro por la Ciudad, que obtuvo el segundo lugar con más del 33% de los votos y 20 diputados electos en la Legislatura.
En 2001, encabezó la coalición Frente por Nuevo País, que obtuvo el segundo lugar, y fue elegido senador nacional por la Ciudad de Buenos Aires, cargo que no pudo asumir, a pesar de ser confirmado por la Corte Suprema de Justicia de la Nación, por una controversia judicial con el candidato Alfredo Bravo. En 2002 vuelve al partido Justicialista.
En 2003 su partido integró el Frente para la Victoria, que llevó como candidatos a presidente a Néstor Kirchner y a vicepresidente a Daniel Scioli.Tras su paso por el gobierno de Menem y el de Kirchner, y antes de su retorno al Gobierno nacional de la mano de Alberto Fernández como secretario de Asuntos Estratégicos, Béliz había conseguido en 2004 un puesto en la sede del BID, en Washington D. C., para asesorar a Estados nacionales cuando solicitaran créditos vinculados con temas de calidad institucional, como seguridad, justicia, desarrollo de sistemas electorales o lucha contra la corrupción, entre otros.

Desde 1997 fue Miembro de la Lista Nacional argentina de Jueces de la Corte Permanente de Arbitraje, La Haya. 1997-99 Embajador Extraordinario y Plenipotenciario ante el Gobierno de Canadá. 1998: Premio Fundación Konex 1998, Diplomáticos. 2000: Representante Especial para Asuntos del Atlántico Sur. 9 de noviembre de 2000 al 21 de diciembre de 2001: Secretario de Relaciones Exteriores. Octubre de 2003 a octubre de 2005: Miembro de la Junta Calificadora del Ministerio de Relaciones Exteriores, Comercio Internacional y Culto. 

### Ministro de Justicia (2003-2004)
Tras la victoria de Kirchner fue designado ministro de Justicia, Seguridad y Derechos Humanos, desde donde emprendió una campaña por la transparencia de la justicia federal, estableciendo el método de autolimitación de la designación de jueces por el Poder Ejecutivo Nacional a través del sistema de impugnaciones y audiencias públicas, que permitieron mayor transparencia y participación ciudadana.
Desde el 19 de junio de 2003, todos los candidatos a integrar la Corte Suprema deben pasar una etapa de exposición pública que tiene que presentar el Poder Ejecutivo en los principales medios de comunicación de todo el país. El currículum del nominado (o los nominados) debe ser publicado y promocionado en el sitio web del Ministerio de Justicia y puede ser discutido por las ONG, las asociaciones de Derecho, las universidades, las organizaciones de derechos humanos, y cualquier ciudadano que así lo desee. Luego de un período de tres meses, el presidente, sopesando los apoyos y rechazos a la candidatura, queda habilitado para presentar la nominación al Senado, que debe decidir si aprueba o no que la persona propuesta por el presidente forme parte de la Corte, necesitándose una mayoría de dos tercios para dicha aprobación. También quiso federalizar todos los juzgados de instrucción de la Capital durante su gestión.
Además se promovió el juicio político a los miembros de la Corte Suprema sospechados de corrupción. Durante el 2003 los magistrados Julio Nazareno, Adolfo Vásquez y Guillermo López renunciaron ante la posibilidad de resultar destituidos por juicio político, mientras que Eduardo Moliné O’Connor fue removido de su cargo a fines del mismo año.
En julio de 2004 el presidente Kirchner le pide a Béliz la renuncia  Kirchner reemplazó a Béliz con Horacio Rosatti.

### Funcionario en el Banco Interamericano de Desarrollo (2005-2019)
Entre 2005 y 2013 trabajó en Washington, para el Banco Interamericano de Desarrollo.  Desde allí colaboró en el seguimiento de proyectos de financiación vinculados con la calidad institucional en diversos países de América Latina. En este cargo trabó una buena relación con el secretario general de la OEA, José Miguel Insulza, siendo respaldado por el excanciller Rafael Bielsa.
En 2013 fue transferido a la sede del BID en Uruguay, donde figura como experto en el área de Seguridad Ciudadana.
Desde 2014 reside en Buenos Aires donde dirige el Instituto para la Integración de América Latina y el Caribe (INTAL) del Banco Interamericano de Desarrollo (BID). El INTAL pertenece al Sector de Integración y Comercio del BID y tiene como objeto generar y difundir conocimiento sobre las ventajas de los procesos de integración, la dinámica comercial de la región y el impacto de las nuevas tecnologías en las estrategias comerciales. Publica regularmente el newsletter Conexión INTAL] y la revista Integración & Comercio y hace aportes al Informe MERCOSUR y al Monitor de Comercio. Además de estas tareas de difusión, INTAL mide la opinión pública latinoamericana sobre la integración en alianza con Latinobarómetro, lleva adelante capacitaciones conjuntas con la OMC, motoriza el Nodo i+i y forma parte de la Secretaría Técnica de la Iniciativa para la Integración de la Infraestructura Regional Suramericana (IIRSA) en el marco de la Unión de Naciones Suramericanas (UNASUR). Allí su tarea se concentró en asistir a los países de la región a hacer uso de las nuevas tecnologías para diseñar, ejecutar y medir el impacto de políticas de desarrollo inclusivo.

### Secretario de Asuntos Estratégicos (2019-2022)
Gustavo Béliz participó el lunes 7 de octubre de 2019 en un acto junto a Alberto Fernández, quien días después confirmó que se sumaría a su equipo de trabajo. Ambos formaron parte del gobierno de Néstor Kirchner .
El 6 de diciembre de 2019 fue confirmado como secretario de Asuntos Estratégicos, cargo que asumió el 10 de diciembre. Esta secretaría se encarga de definir las prioridades estratégicas en materia de proyectos de desarrollo productivo, social y de la economía de conocimiento, y de coordinar la participación del país en organismos internacionales. En un seminario de la CAF en enero de 2020 Béliz se comprometió a crear en el ámbito legislativo una unidad de seguimiento y revisión de la deuda pública para investigar la toma de deuda externa.
Finalmente, el 28 de julio de 2022 renuncia a su cargo como Secretario de Asuntos Estratégicos.

## Publicaciones
- Argentina hacia el año 2000. Editorial Galerna, 1986.
- CGT, el otro poder. Editorial Sudamericana-Planeta, 1988.
- La Argentina ausente. Editorial Sudamericana, 1990.
- Vale la pena. Adiós a la vieja política. Editorial Sudamericana, 1993.
- Política social, la cuenta pendiente (compilador). Editorial Sudamericana, 1995.
- Buenos Aires vale la pena. Editorial Planeta, 1996.
- Guía práctica Ecología Urbana. Grafica Porteña, 1997.
- No Robarás ¿Es posible ganarle a la corrupción? (compilador). Editorial de Belgrano, 1997.
- Proyecto Ciudad. Fondo Editorial Nueva Dirigencia, 1999.
- La cultura profesional del periodismo argentino (coautor con Enrique Zuleta Puceiro). Universidad Austral, 1999.
- El otro modelo. Grupo Editor Latinoamericano, 2000.
- Robotlución, BID, 2017.
- Industria 4.0. Fabricando el futuro, BID 2018.
- Algoritmolandia, BID, 2018.